# شهرستان ایژمسکی
شهرستان ایژمسکی (به لاتین: Izhemsky District) یک شهرستان در روسیه است که در جمهوری کومی واقع شده‌است.